# Kuipschip

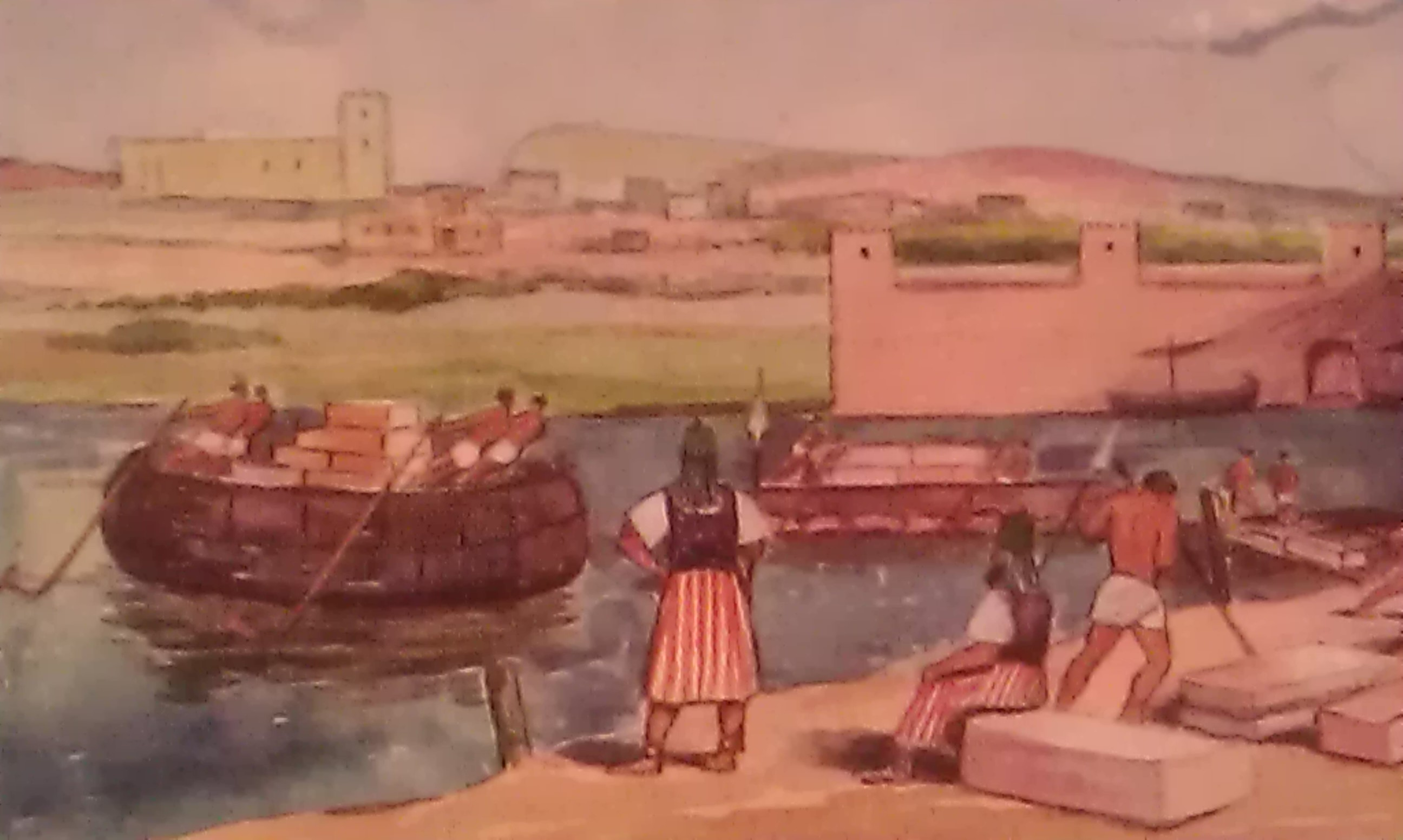
Kuipschip 8ste eeuw voor Christus

Archeologische opgravingen in de regio waar in de achtste eeuw voor Christus de koninkrijken Chaldea (het huidige Syrië) en Assyrië gelegen waren, leiden tot de ontdekking van beeldhouwwerken over schepen uit die tijd. Een van de werken stelde een kuipschip voor, een rond-kuipvormig schip dat men gebruikte voor het vervoer van grote zware stenen om gebouwen op trekken. Het geraamte van deze kuipschepen bestond uit plooibare takken, waarover men een laag aaneengenaaide dierenhuiden spande. De huiden werden dan bestreken met een vetstof om ze waterdicht te maken. De kuipschepen uit die tijd werden door 4 roeiers voortbewogen. Hun roeispanen hadden een gekruld uiteinde, voorzien van een dwarsplankje.